# Alpha Dream
AlphaDream Corporation, Ltd. (株式会社アルファドリーム Kabushikigaisha ArufaDorīmu?), tidigare känt som Alpha Star, var en japansk datorspelsutvecklare som grundades 2000 av Tetsuo Mizuno i Tokyo, Japan. Alpha Dream hade i en medverkan med Nintendo producerat mjukvara för plattformarna Game Boy Color, Game Boy Advance och Nintendo DS. Anställda på företaget inkluderade prominenta utvecklare från Square, såsom Chihiro Fujioka. Företaget gick i konkurs den 1 oktober 2019 som de hänvisade till var på grund av de tröga intäkterna och höga utvecklingskostnader som då översteg deras totala skuld.

## Producerad mjukvara

### Game Boy Color
- Koto Battle: Tengai no Moribito (Bara i Japan)

### Game Boy Advance
- Tomato Adventure (Bara i Japan; med hjälp av Graphic Research)
- Mario & Luigi: Superstar Saga
- Hamtaro: Rainbow Rescue (Bara i Japan och Europa)
- Hamtaro: Ham-Ham Games

### Nintendo DS
- Mario & Luigi: Partners in Time
- Hamtaro Ham-Ham Challenge
- Tottoko Hamutaro Haai! Hamu-Chans no Hamu Hamu Challenge! Atsumare Haai! (Bara i Japan)
- Mario & Luigi: Bowser's Inside Story
- Post Pet DS (Bara i Japan)

### Nintendo 3DS
- Mario & Luigi: Dream Team Bros.
- Mario & Luigi: Paper Jam Bros.
- Mario & Luigi: Superstar Saga + Bowser's Minions
- Mario & Luigi: Bowser's Inside Story + Bowser Jr.'s Journey